# Simulium pseudonearcticum
Simulium pseudonearcticum är en tvåvingeart som beskrevs av Rubtsov 1940. Simulium pseudonearcticum ingår i släktet Simulium och familjen knott. Inga underarter finns listade i Catalogue of Life.